# Katty Piejos
Katty Tolla Piejos, née le 21 août 1981 à Trinité en Martinique, est une joueuse française de handball évoluant au poste d'ailière droite.

## Biographie
Arrivée tardivement au niveau national (21 ans) avec le club de Le Havre AC à l'époque en D2, elle n'a depuis cessé de progresser. Elle marque maintenant presque trois fois plus de buts en championnat qu'à ses débuts et deux fois plus dans les coupes européennes. Appelée depuis novembre 2006 (25 ans) en équipe de France, elle tarde à devenir une titulaire incontestée à son poste du fait de la concurrence avec l’expérimentée Stéphanie Cano et Maakan Tounkara. Toutefois, ses prestations lors de ses brèves apparitions en équipe de France lors des deux dernières compétitions internationales lui laissent envisager un avenir radieux en bleu. Joueuse de caractère, elle est appréciée pour son sérieux et sa gentillesse. À la fin de la saison 2012-2013, Katty Piejos quitte Metz après 9 années passées au club, 7 titres de champions, deux victoires en coupe de France et 7 coupes de la Ligue, pour rejoindre le CJF Fleury Loiret. Barrée à son poste par Marta López Herrero et Maakan Tounkara, elle quitte Fleury au bout de 6 mois pour rejoindre la Russie et le club du Dinamo Volgograd en janvier 2014,. Bien que très dépaysante pour une Martiniquaise, sa première expérience à l’étranger se révèle être « une expérience fabuleuse ». Elle y remporte le titre de championne de Russie avant de s'engager avec l'AS Cannes en D2 pour la saison 2014-2015. Après la relégation administrative de Cannes, elle rejoint Toulouse à l'été 2015. En manque de motivation, elle met un terme à son expérience toulousaine après seulement un mois d'entraînement, avant de rejoindre la Martinique et l'USC Citron de Fort-de-France en janvier 2016.

## Palmarès

### En club
- championne de France (7) en 2005, 2006, 2007, 2008, 2009, 2011 et 2013[11] (avec Metz Handball)
- vainqueur de la coupe de la Ligue (7) en 2005, 2006, 2007, 2008, 2009, 2010 et 2011 (avec Metz Handball)
- vainqueur de la coupe de France (2) : 2010 et 2013[12] (avec Metz Handball)
- championne de Russie (1) en 2014 (avec HC Dinamo Volgograd)
- championne de France de D2 en 2002 (avec Le Havre AC Handball)

### En équipe nationale
championnats du monde
- 5e place du championnat du monde 2007
- finaliste du championnat du monde 2009

championnats d'Europe
- troisième du championnat d'Europe 2006
- 14e place au championnat d'Europe 2008

Jeux méditerranéens
- médaille d'or aux jeux méditerranéens de 2009

autres
- 1re sélection le 4 novembre 2006 face à l' Allemagne
- 92 sélections, 170 buts[2]

## Récompenses
- élue meilleure joueuse du Tournoi international de Paris Île-de-France féminin (TIPIFF) en 2006[2]
- meilleure ailière droite du championnat de France en 2009[13], 2010[13] et 2011[13]

## Statistiques
championnat de France
- 2002-2003 : 27 buts, 1,3 buts par match, 51 % de réussite
- 2003-2004 : 26 buts, 1,2 buts par match, 58 % de réussite
- 2004-2005 : 25 buts, 1,2 buts par match, 50 % de réussite
- 2005-2006 : 70 buts, 3,2 buts par match, 60 % de réussite
- 2006-2007 : 77 buts, 3,5 buts par match, 57 % de réussite
- 2007-2008 : 84 buts, 3,82 buts par match, 60 % de réussite
- 2008-2009 : 18 buts, 3,6 buts par match, 61 % de réussite

 coupe de la Ligue
- 2007-2008:3 matchs, 8 buts, 2,67 buts par match

 Ligue des champions
- 2004-2005 : 2 matchs, 7 buts, 3,5 buts par match
- 2005-2006 : 4 matchs, 14 buts, 3,5 buts par match
- 2006-2007 : 4 matchs, 13 buts, 3,25 buts par match
- 2007-2008 : 5 matchs, 20 buts, 4 buts par match
- 2008-2009 : 3 matchs, 13 buts, 4,33 buts par match, 68 % de réussite

 coupe de l'EHF
- 2004-2005: 6 matchs, 4 buts, 0,67 buts par match
- 2005-2006: 6 matchs, 7 buts, 1,17 buts par match
- 2006-2007: 4 matchs, 16 buts, 4 buts par match
- 2007-2008: 3 matchs, 11 buts, 3,7 buts par match